# Thysanosoria pteridiformis
Thysanosoria pteridiformis är en ormbunkeart som först beskrevs av Vincenzo de Cesati, och fick sitt nu gällande namn av Carl Frederik Albert Christensen. Thysanosoria pteridiformis ingår i släktet Thysanosoria och familjen Lomariopsidaceae. Inga underarter finns listade.